# سیدهانت گوپتا
سیدهانت گوپتا (به انگلیسی: Sidhant Gupta) (زاده ۲۳ آوریل ۱۹۹۰) بازیگر و مدل هندی است.
از فیلم‌هایی که وی در آن نقش داشته است می‌توان به بومی اشاره کرد.